# Stupava (Uherské Hradiště)
Stupava é uma comuna checa localizada na região de Zlín, distrito de Uherské Hradiště.